# Nocciano
Nocciano – miejscowość i gmina we Włoszech, w regionie Abruzja, w prowincji Pescara.
Według danych na rok 2004 gminę zamieszkiwało 1671 osób, 128,5 os./km².